# 圣科尔内耶
圣科尔内耶（法語：Saint-Corneille，法語發音：[sɛ̃ kɔʁnɛj]）是法国萨尔特省的一个市镇，属于马梅尔斯区。

## 地理
圣科尔内耶（48°3'59"N, 0°20'32"E）面积11.16 平方千米，位于法国卢瓦尔河地区大区萨尔特省，该省份为法国西北部内陆省份，北起顺时针与奥恩省、厄尔-卢瓦省、卢瓦-谢尔省、安德尔-卢瓦尔省、曼恩-卢瓦尔省和马耶讷省接壤，是法国大西部的入口，连接卢瓦尔河谷、布列塔尼和巴黎盆地。
与圣科尔内耶接壤的市镇（或旧市镇、城区）包括：锡耶勒菲利普、萨维涅莱韦克、伊夫雷莱韦克、法蒂讷、隆布龙、蒙福尔勒热努瓦、圣马尔拉布里耶尔。

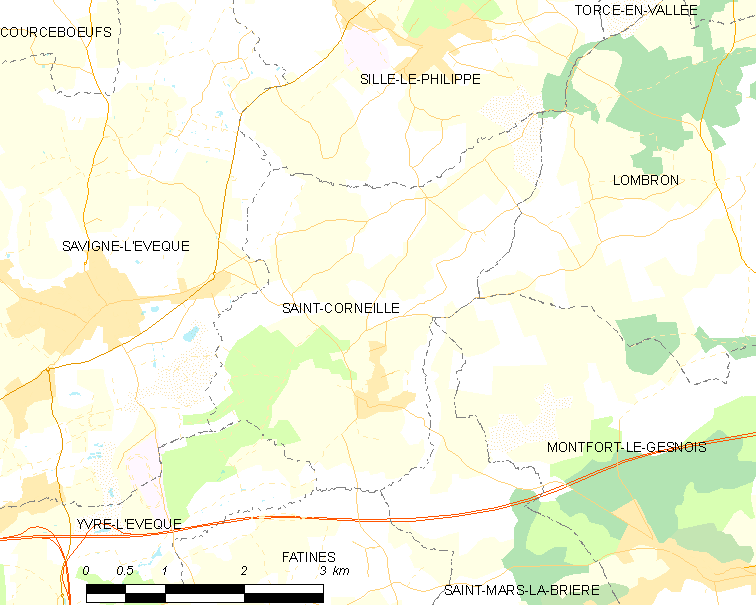
圣科尔内耶的OSM定位图

圣科尔内耶的时区为UTC+01:00、UTC+02:00（夏令时）。

## 行政
圣科尔内耶的邮政编码为72460，INSEE市镇编码为72275。

## 政治
圣科尔内耶所属的省级选区为萨维涅莱韦克县。

## 人口

1962-2008年间圣科尔内耶人口变化图示

圣科尔内耶于2022年1月1日时的人口数量为1517人。